# Nesocharis capistrata
L'astrilde guance bianche o dorso oliva guance bianche (Nesocharis capistrata Hartlaub, 1861) è un uccello passeriforme della famiglia degli Estrildidi.

## Descrizione

### Dimensioni
Coi suoi dodici centimetri di lunghezza massima, pur avendo dimensioni contenute rappresenta la specie di maggiori dimensioni nell'ambito del genere Nesocharis.

### Aspetto
Fronte, zona perioculare, tempie e guance sono di colore biancastro (da cui il nome comune della specie), mentre vertice, nuca, petto, ventre e sottocoda sono di colore grigio topo: sotto il becco è presente una bavetta nera, che prosegue orlando la parte inferiore delle guance. Dorso, ali e coda sono di colore giallo-olivastro, con tendenza a scurirsi sulle remiganti, mentre i fianchi sono di colore giallo brillante. Il becco è nero-bluastro, gli occhi sono bruno-rossicci con cerchio perioculare carnicino-grigiastro, le zampe sono anch'esse di colore carnicino-grigiastro. Non è presente dimorfismo sessuale nella colorazione.

## Biologia
Si tratta di uccelli diurni, che vivono da soli, in coppia o al più in gruppetti familiari che contano meno di 15 individui: essi passano la maggior parte della giornata alla ricerca di cibo fra la vegetazione.

### Alimentazione
Si tratta di uccelli che si nutrono in pari misura di piccoli semi e di piccoli invertebrati, oltre che di bacche, frutta e germogli.

### Riproduzione
La stagione riproduttiva cade solitamente durante la seconda metà della stagione delle piogge. Questi uccelli sono soliti non costruire un proprio nido, quanto piuttosto servirsi di nidi abbandonati da altre specie, in particolare uccelli tessitori e nettarinidi: la femmina depone all'interno del nido 3-5 uova biancastre, che essa provvede a covare, alternandosi col maschio, per circa due settimane. I pulli, ciechi ed implumi alla nascita, vengono accuditi da entrambi i genitori, e sebbene siano in grado d'involarsi attorno alle tre settimane dalla schiusa, tendono a rimanere nei pressi del nido per altre due settimane circa prima di allontanarsene definitivamente.

## Distribuzione e habitat
Questi uccelli sono diffusi in un areale che va dalla Gambia all'Uganda occidentale: il loro habitat è costituito dalle aree boschive montane non eccessivamente fitte, con presenza di radure erbose o cespugliose più o meno estese.